# Szycie na gorąco
Szycie na gorąco – trzyodcinkowy serial komediowy produkcji polskiej wyprodukowany w 2003 roku. Serial został wyreżyserowany przez Feriduna Erola. Premiera serialu miała miejsce 3 maja 2004 roku na antenie TVP2.

## Obsada
- Iga Cembrzyńska jako Bożena Stolarczyk
- Małgorzata Potocka jako aktorka Krysia Kozłowska
- Tomasz Dedek jako Cezary Czyjarek
- Maciej Damięcki jako Chrustowski
- Tomasz Sapryk jako Zenon, pracownik firmy przeprowadzkowej
- Andrzej Supron jako Grzesio, pracownik firmy przeprowadzkowej
- Ewa Złotowska jako profesorowa Ewa Noblewska
- Marek Frąckowiak jako profesor Kazimierz Noblewski
- Małgorzata Socha jako Jolka Poleś

## Spis odcinków
1. Nowa lokatorka
2. Kometa
3. Modne dżinsy